# Fucked
Fucked, 1999

Alex McQuilkin

Videoarbeit (Ausschnitt)

Link zum Video

(Bitte Urheberrechte beachten)
Fucked (deutsch: „Gefickt“) ist der Titel einer der ersten Videoarbeiten der US-amerikanischen Künstlerin Alex McQuilkin (geb. 1980). Im 3:38 Minuten dauernden Video-Selbstporträt versucht eine junge Frau, scheinbar während eines Geschlechtsverkehrs, sich zu schminken. Bis auf einige Momente, an denen andere Teile des Körpers sichtbar werden, zeigt das Video, teils in Großaufnahme, ihr Gesicht.

## Werkbeschreibung
Das Video aus dem Jahr 1999 zeigt eine junge Frau auf dem Bauch liegend, die von hinten scheinbar penetriert wird. Die Kamera zeigt das Gesicht aus zwei leicht unterschiedlichen Perspektiven. Vom Körper ist darüber hinaus nur die linke Schulter, und in kurzen Einstellungen der Rücken und der Po, mit dem hinter ihr stehenden Geschlechtspartner zu sehen. Die Frau, während des gesamten Films bewegt wie durch Geschlechtsverkehr, beginnt mit dem Auftragen einer Make-up-Creme, vor allem unter den Augen. Es folgt das Aufpinseln von Rouge auf die Wangen und die Stirn. Dann schminkt sie die Augen mit Lidschatten, Kajal und Mascara. Während der Benutzung des Kajal und des Lidschattens wechselt die Kamera in eine Großaufnahme der Augen. Ebenso wechselt die Einstellung während des nachfolgenden Auftragen des Lippenstifts von der Gesichtsdarstellung in eine Großaufnahme. Den Abschluss bildet das Fixieren des Make-ups mit Puder.

## Wirkung und Deutung
Fucked war die erste in großem Rahmen bekannt gewordene Arbeit der damals 19-jährigen Künstlerin. Der voyeuristische Beigeschmack wird durch die absichtlich scheinbar amateurhafte Realisation des Videos im Stil privater Pornos noch verstärkt. Alex McQuilkin: „Dabei ging es mir vor allem darum, einer intimen Situation die Intimität zu nehmen. Das Mädchen, das ich spiele, ist nicht involviert in den Akt, sondern nur mit seiner äußeren Erscheinung beschäftigt.“
Wie für Arbeiten der Künstlerin charakteristisch, ist das Video sorgfältig inszeniert: Die gezeigte Kopulation ist gestellt, der vom Betrachter phantasierte penetrierende Mann wird von einer Freundin der Künstlerin dargestellt. Die Videoarbeit nimmt Elemente feministischer Kunst und der Kulturkritik und Popkultur der 1990er-Jahre auf, wobei sie mit Arbeiten von Künstlerinnen wie Valie Export, Carolee Schneemann und Sue de Beer sowie Paul McCarthy verglichen wurde. Das mit medialen Bewusstsein inszenierte und kalkulierte Video ist der Beginn eines erfolgreichen Frühwerks aus Installationen, Collagen, Abzügen von Video-Stills und fotografischen Arbeiten.
Fucked entstand in einer Auflage von neun DVDs im Jahr 1999, in dem Alex McQuilkin noch an der New York University studierte, und wurde 2002 auf der Armory Show – The International Fair of New Art in New York City präsentiert und vollständig verkauft. Das Video gehörte zu den meistdiskutierten Werken der Kunstmesse.

## Ausstellungen
- 2002: New York’s Modern Culture, Inc, The Armory Show – The International Fair of New Art, New York
- 2010: Julia Stoschek Collection, Deichtorhallen, Hamburg

## Belege
1. 1 2  Ute Thon: Mädchenkunst - echt böse! In: art - Das Kunstmagazin. Nr. 1. Gruner + Jahr, Hamburg 2005, S. 44–49.
2. 1 2  Ana Finel Honigman: Overwhelming Life. Artnet Magazine.